# Macerata Campania
Macerata Campania è un comune italiano di 10 057 abitanti della provincia di Caserta in Campania.

## Geografia fisica

### Territorio
Il comune di Macerata Campania è localizzato a 6 km ad ovest da Caserta e a 30 km a nord da Napoli. Sorge nella bassa valle del fiume Volturno, a sud di quest'ultimo e a nord dei Regi Lagni, nella vasta Pianura Campana, chiusa a nord est dalla catena dei Monti Tifatini, nei pressi dei canali di bonifica dell'antico fiume Clanio costituiti dal Lagno Gorgone, Lagno Vecchio e Lagno di Sant'Andrea.

Il comune, situato logisticamente nel triangolo Caserta - Santa Maria Capua Vetere - Marcianise, confina con Casagiove, Casapulla, Curti, Marcianise, Portico di Caserta, Recale e Santa Maria Capua Vetere.

Macerata Campania è ben collegata e distante circa 1 km con il tratto della Via Nazionale Appia che collega Santa Maria Capua Vetere a Caserta, lungo il quale si trova il casello autostradale "Caserta Nord" dell'Autostrada A1 - E45 e l'accesso alla Variante di Caserta SS 700 che attraversa i comuni di Maddaloni, Caserta, Casagiove, San Prisco e Santa Maria Capua Vetere.

### Clima
La zona pianeggiante in cui è collocato il comune di Macerata Campania è la più estesa della Campania e di ciò risente anche il clima. La parte che va dalla costa sino ai primi monti che circondano il comune maceratese e la vicina Caserta risente dei benefici influssi del mare, che si fanno sentire soprattutto in inverno con temperature miti e maggiore umidità e conseguente clima moderatamente afoso nei mesi estivi.

In base alla media trentennale di riferimento 1961-1990, stimato dalla Stazione meteorologica di Caserta, la temperatura media del mese più freddo, gennaio, si attesta a +9,6 °C con un indice di nevosità molto basso; quella dei mesi più caldi, luglio e agosto, è di +26,3 °C con temperature massime spesso superiori ai +30 °C e punte di 36-38 °C.

## Origini del nome
Il toponimo Macerata riflette il latino maceria (per maceries), già al V secolo d.C., nel senso di città abbattuta, ridotta in macerie, distrutta.

È da ritenere che ciò sia legato all'evento della distruzione della città di Capua antica e dei suoi casali da parte dei Vandali, guidati da Genserico. I superstiti che si assunsero l'onere della ricostruzione, quasi certamente, utilizzarono il termine Villa Macerata (borgata distrutta) per indicare il luogo in cui erano vissuti e in cui avevano in animo di ritornare a vivere. Questo toponimo, forse per semplicità di linguaggio e di scrittura si contrasse in Macerata.

Fino al 1862 il comune conservò la denominazione di Macerata, la quale fu cambiata con Regio Decreto n. 903 del 12 ottobre 1862 in Macerata Marcianise, inserito nella provincia di Terra di Lavoro. Con Regio Decreto n. 2185 del 19 novembre 1925 il comune di Macerata Marcianise ottenne l'autorizzazione a cambiare la propria denominazione in Macerata Campania. Dal 1º gennaio 1929, per disposizione del Regio Decreto n. 2548 del 18 ottobre 1928, a seguito della soppressione della provincia di Terra di Lavoro, il comune di Macerata Campania e il vicino comune di Portico di Caserta furono riuniti in un unico comune denominato Casalba, dal nome dell'antica frazione di Macerata, con sede municipale a Macerata Campania ed inserito nella provincia di Napoli. Successivamente, con Decreto Legislativo Luogotenenziale n. 192 del 29 marzo 1946, si dispose la ricostituzione dei due comuni, Portico di Caserta e Macerata Campania, e dal 30 giugno 1946 essi riacquistarono la propria autonomia e il territorio pertinente ed inseriti nella neonata provincia di Caserta.

Il 21 novembre 2012 il consiglio comunale di Macerata Campania ha approvato la proposta di delibera che dà al comune la denominazione tipica di Paese della Pastellessa, che rimarca il forte legame con la musica a Pastellessa, tradizione nata esclusivamente a Macerata Campania in epoca antica (XIII secolo).

## Storia
La sua storia è legata, per le origini, con quella di Capua antica, corrispondente all'attuale Santa Maria Capua Vetere, essendo stata parte di quest'ultima per lunghissimi secoli, fino all'anno 841 (anno dell'invasione dei saraceni, che distrussero Capua antica). Di qui la storia di una popolazione che fu dominata da longobardi, normanni, svevi, angioini e aragonesi. Secondo Francesco Granata la città di Capua antica si estendeva in un territorio di circa sei miglia e che al suo tempo, nel XVIII secolo, era occupato dai casali di S. Maria Maggiore, S. Pietro in Corpo, Curti, Macerata e S. Andrea de' Lagni. In particolare presso la cappella della Beata Vergine delle Grazie di Macerata Campania sorgeva la Porta Atellana di Capua antica dalla quale partiva la Via Atellana, che conducendo a destra dell'allora casale di Macerata congiungeva Capua antica ad Atella.

### Stemma e gonfalone
Il comune di Macerata Campania ha un proprio stemma di colore azzurro, composto da una mucca in argento, con la testa di fronte, ferma sulla pianura di colore verde, con una fascia in oro. Il gonfalone comunale, invece, è costituito da un drappo giallo, riccamente ornato di ricami d'argento e raffigurante lo stemma, con al centro la denominazione del Comune in argento. Sia lo stemma, che il gonfalone sono definiti all'articolo 4 dello statuto comunale.

## Monumenti e luoghi d'interesse
I luoghi di maggiore interesse presenti a Macerata Campania sono quelli a carattere storico-religioso, tra i quali figurano diverse chiese.

### Chiesa abbaziale San Martino Vescovo

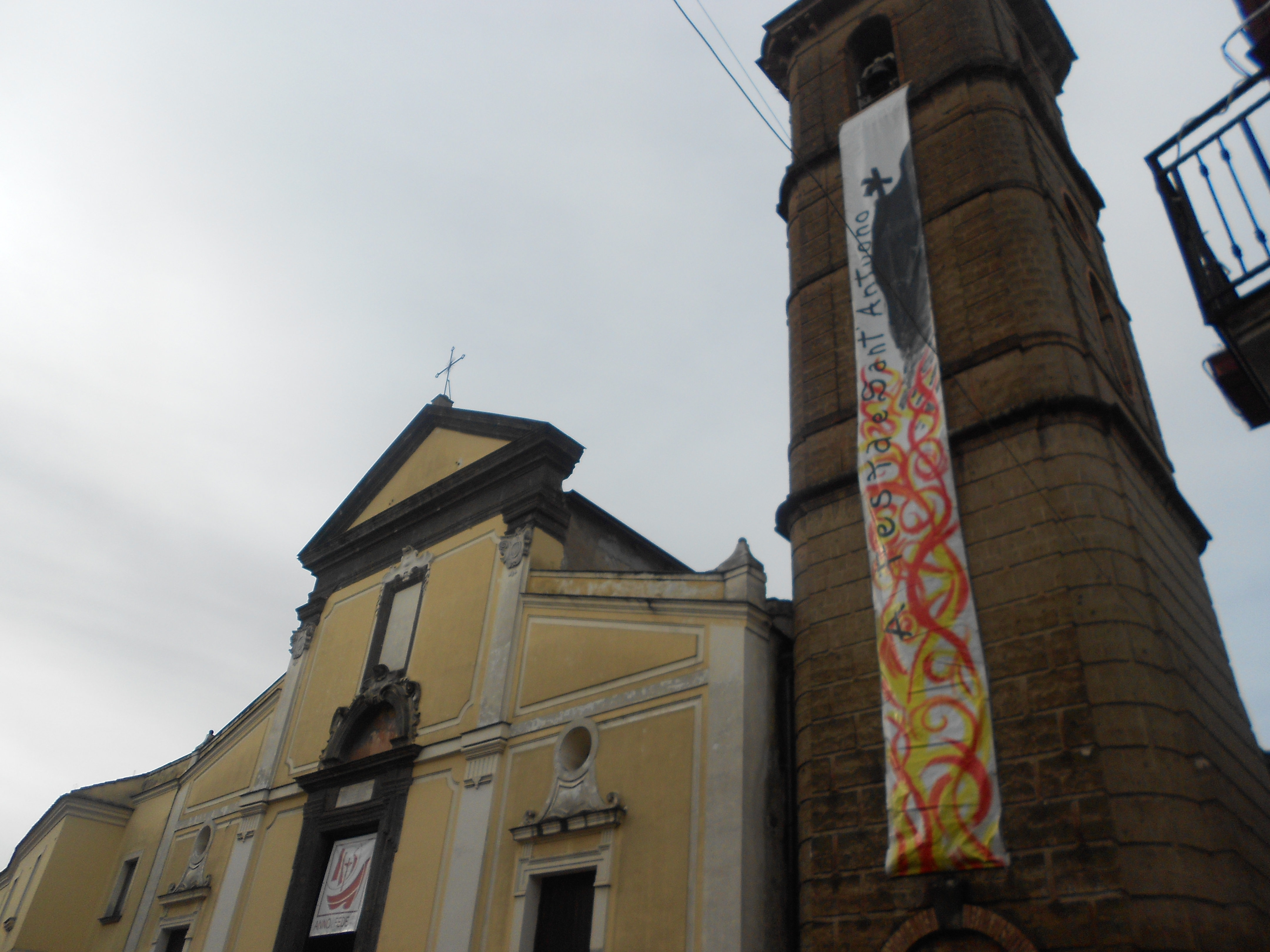
Chiesa abbaziale San Martino Vescovo, veduta esterna.

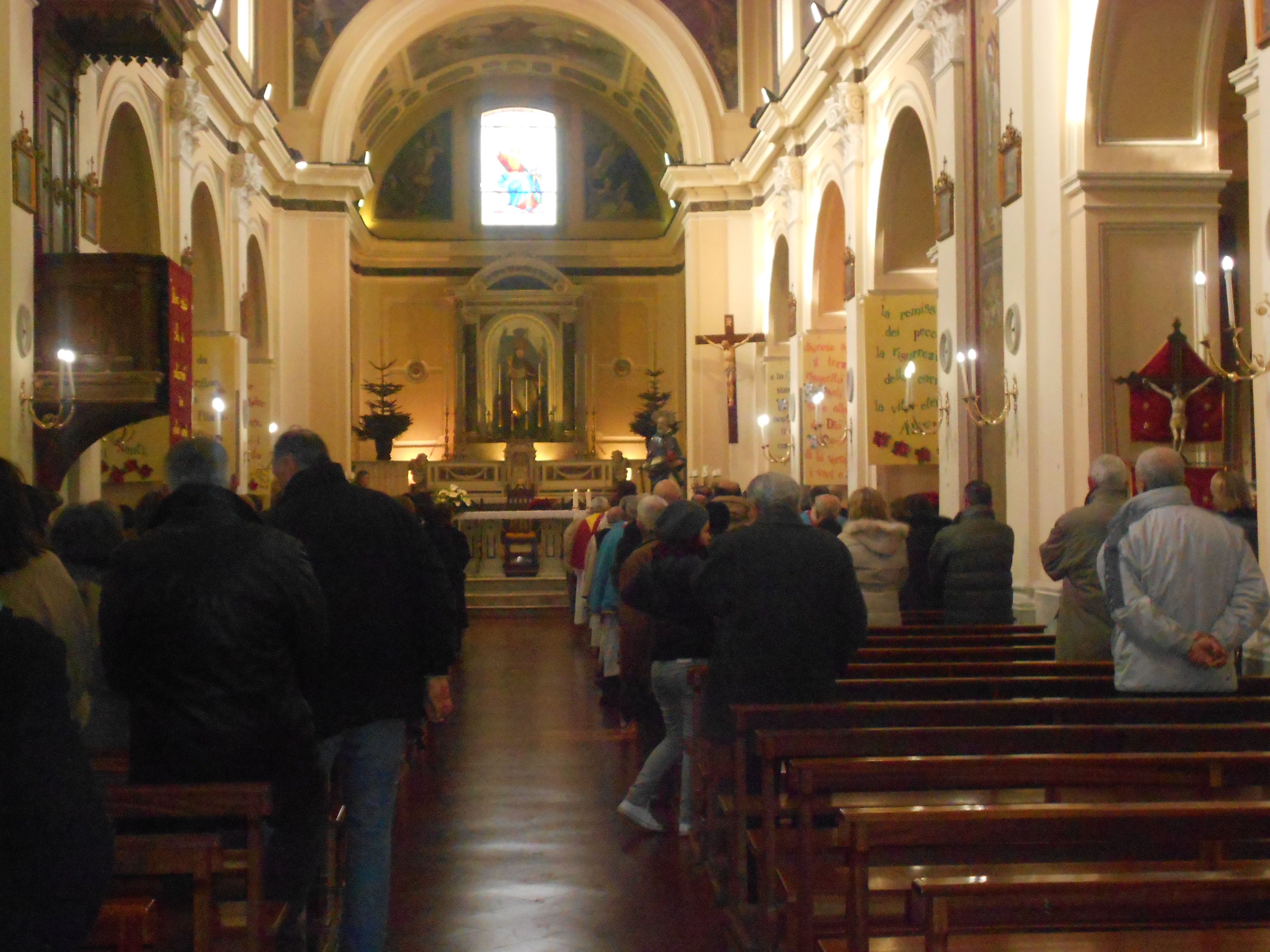
Chiesa abbaziale San Martino Vescovo, veduta interna.

In mancanza di documenti certi si deve ritenere che la chiesa possa essere sorta prima dell'anno 688, comunque prima del 935, anno di nascita del santo maceratese Stefano Minicillo.
Si procedette al restauro della chiesa dalle fondamenta nel 1608.
Nel corso degli anni la chiesa ha subito continui cambiamenti: la struttura attuale si deve al parroco Biagio Iodice, in carica dal 1921 al 1936.
Sulla cantoria in controfacciata, si trova l'organo a canne Tamburini opus 230 costruito nel 1941 riutilizzando la cassa e parte del materiale fonico del precedente strumento. L'organo è a trasmissione mista, meccanica per il manuale, meccanico-tubolare per la pedaliera e pneumatica per i registri, ed ha la consolle in cantoria con un'unica tastiera di 58 note e pedaliera concava di 30 note.

### Altri edifici religiosi
- Chiesa di San Marcello in Caturano (XIII secolo)
- Chiesa della Madonna delle Grazie, nella frazione Casalba

## Società
Nel 2001 il numero dei residenti era pari a 10 124 abitanti.
Dal 1951 al 2001 il comune di Macerata Campania ha avuto un incremento di quasi 4 000 abitanti.
La popolazione residente al 1º gennaio 2011 ha toccato quota 10 845 abitanti, maturando una crescita di circa il 7% negli ultimi 10 anni.

### Evoluzione demografica
Abitanti censiti

### Religione
La maggior parte dei maceratesi crede nel cristianesimo attraverso le dottrina del cattolicesimo e il comune appartiene all'arcidiocesi di Capua. Sono presenti, inoltre, sul territorio comunità di testimoni di Geova, evangelici e musulmani.

### Santo patrono
Il santo patrono di Macerata Campania è San Martino vescovo di Tours, a cui è dedicata l'abbazia del paese.

### Feste religiose e tradizioni

#### Sant'Antuono (ovvero Sant'Antonio Abate)
La festa più importante e amata dai maceratesi è quella dedicata a Sant'Antonio Abate, meglio noto come Sant'Antuono, che ricorre ogni anno il 17 gennaio, coinvolgendo l'intero comune. Il 17 gennaio e nei giorni che precedono questa data si organizza la caratteristica sfilata delle Battuglie di Pastellessa, ovvero dei Carri di Sant'Antuono cioè carri allegorici a forma di barche le cui origini si perdono nel tempo; su questi carri i componenti, detti bottari di Macerata Campania, percuotono armonicamente botti, tini e falci, che utilizzati come dei veri e propri strumenti musicali da percussione producono la caratteristica sonorità meceratese, denominata appunto Pastellessa (o Pastellesse). Il termine Pastellessa deriva dalla past'e'llessa, ovvero la pasta con le castagne lesse, piatto tipico di Macerata Campania cucinato abitualmente nel giorno dedicato a Sant'Antuono il 17 gennaio.

Macerata Campania conta oltre 20 Battuglie di Pastellessa. Molto spesso questi "carri" vengono costruiti in maniera da sembrare dei vascelli rifacendosi all'antica leggenda per cui Sant'Antuono avrebbe compiuto il suo viaggio dall'Africa su una barca. La popolazione del luogo è molto attaccata alla tradizione della sfilata, cui ogni anno prendono parte più di 1500 percussionisti (i bottari di Macerata Campania rappresentano oltre il 15% della popolazione); sulle Battuglie di Pastellessa viene riproposta l'antica musica a Pastellessa, nata a Macerata Campania in epoca antica (XIII secolo), e gli strumenti utilizzati sono derivati da attrezzi per i lavori nei campi (botti, tini e falci) a causa del legame di tale festività con ancestrali ricorrenze pagane legate alla celebrazione della rinnovata fertilità della madre terra in concomitanza con i cicli astronomici che, fin dalla notte dei tempi, hanno influenzato il calendario delle pratiche agricole. In aggiunta il rito conserva un valore apotropaico, secondo la convinzione che i fuochi tradizionali e i rumori ossessivi e ruvidi prodotti dagli 'strumenti' potessero spaventare e allontanare le presenze maligne che si credevano proliferate tutt'intorno durante la lunga notte invernale.

##### Paese della Pastellessa
Il 21 novembre 2012 il Consiglio Comunale di Macerata Campania ha approvato la proposta di delibera che riconosce la "Festa di Sant'Antuono" (ovvero la "Festa in onore di Sant'Antonio Abate") e le espressioni culturali ad essa inerenti, come la Pastellessa, nata esclusivamente a Macerata Campania in epoca antica (XIII secolo) e definita suo "Patrimonio culturale immateriale". Viene inoltre dichiarata Macerata Campania "Paese della Pastellessa", come nuova denominazione tipica del Comune.

##### Alcune immagini della Festa di Sant'Antuono

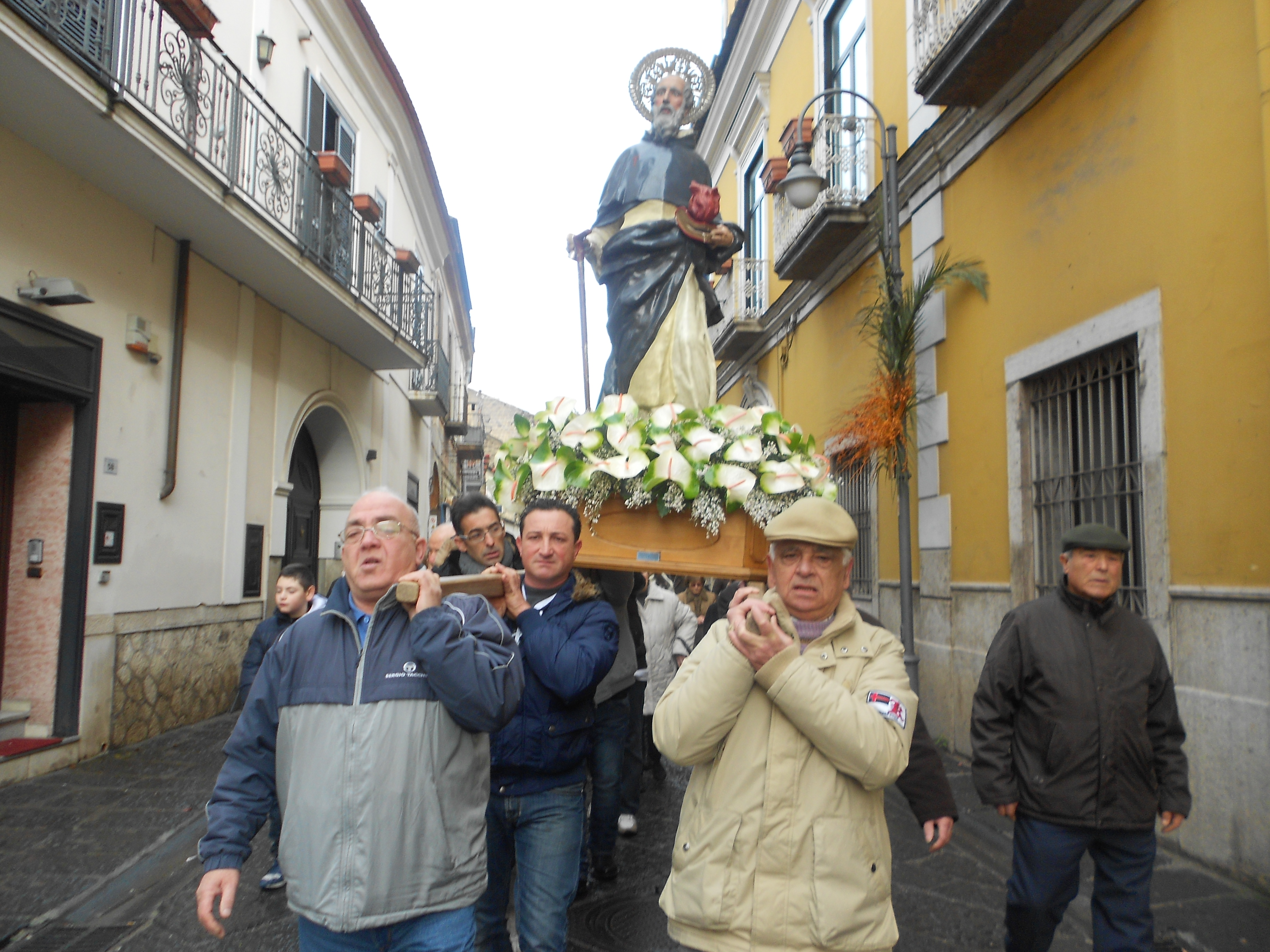
La processione dedicata a Sant'Antonio Abate il 17 gennaio a Macerata Campania nel corso della Festa di Sant'Antuono.
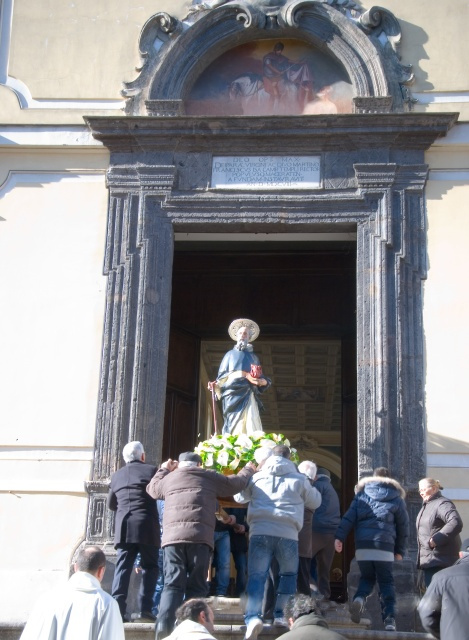
La processione dedicata a Sant'Antonio Abate il 17 gennaio a Macerata Campania nel corso della Festa di Sant'Antuono.
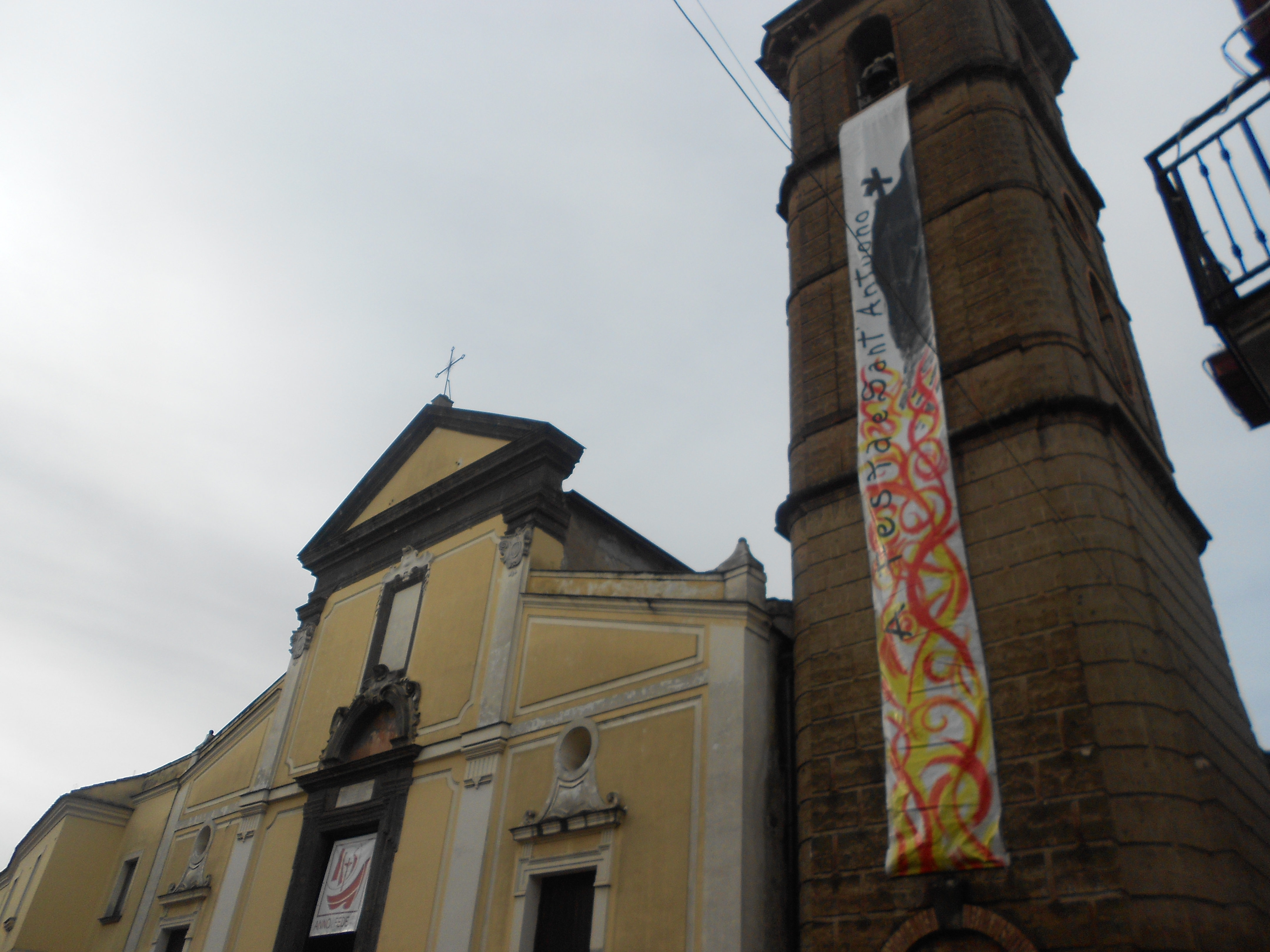
Chiesa Abbaziale San Martino Vescovo a Macerata Campania, veduta esterna, il 17 gennaio nel corso della Festa di Sant'Antuono.
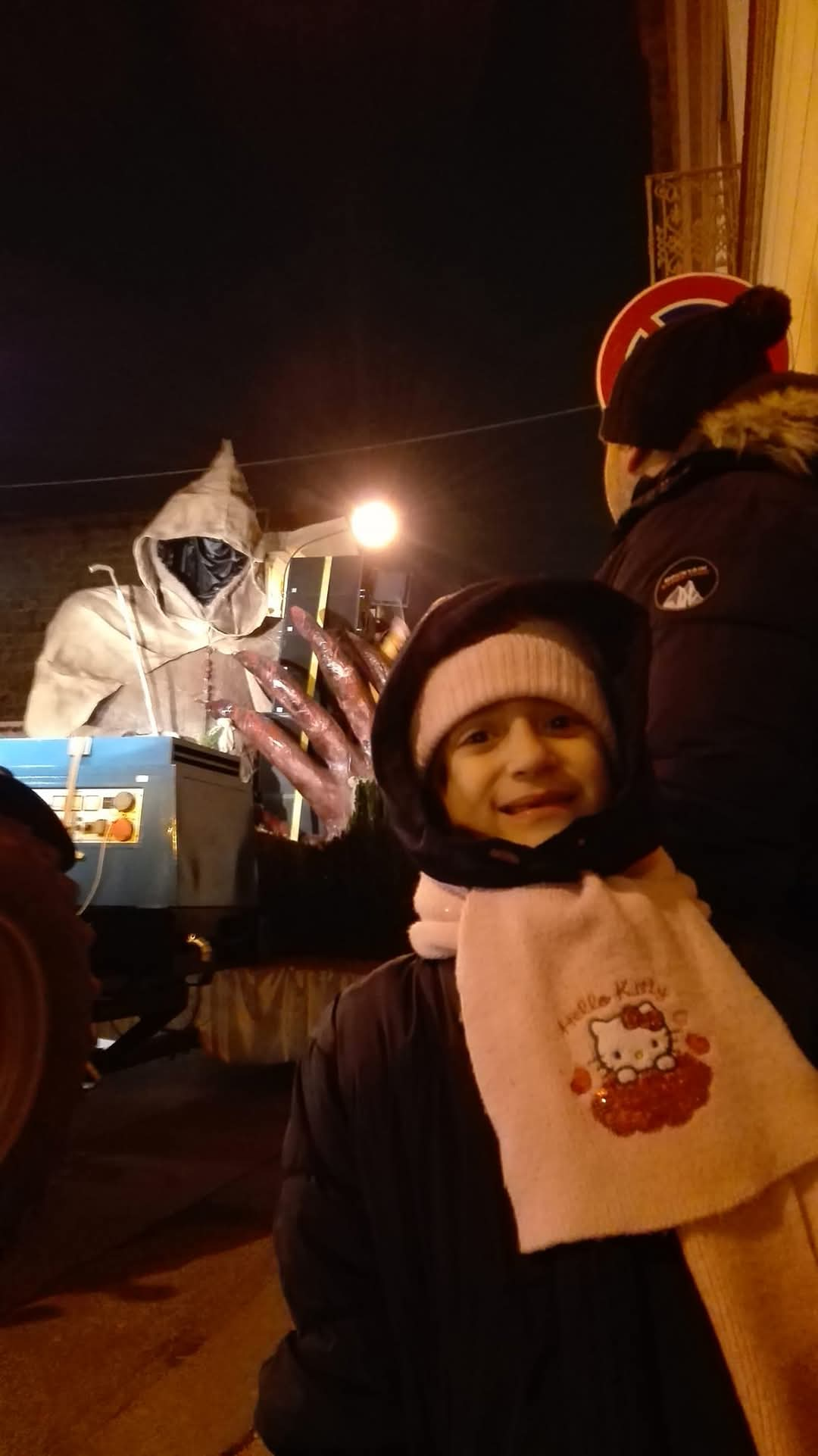
La festa di Sant'Antonio Abate da il via al Carnevale, molto sentita dai bambini.

#### Santo Stefano Minicillo a Macerata

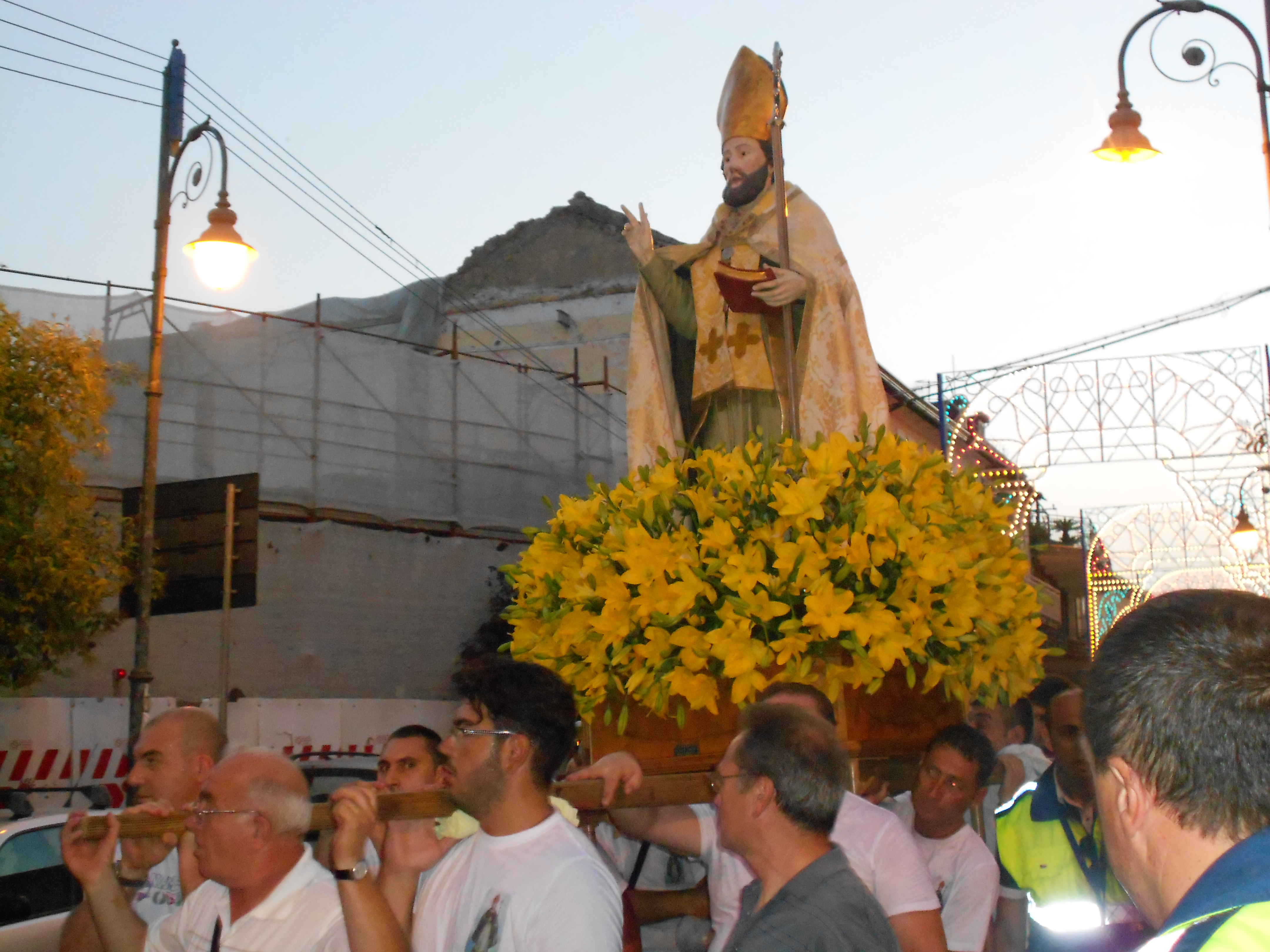
Processione dedicata a Santo Stefano Minicillo.

La festa dedicata a Santo Stefano Minicillo, nato a Macerata Campania nell'anno 935, viene svolta ad inizio luglio, di solito coincidente con la prima domenica, presso la chiesa abbaziale di San Martino Vescovo e coinvolge il Comune di Macerata Campania, ad esclusione delle due frazioni. In questa occasione la statua del Santo viene portata, dalla chiesa abbaziale di San Martino Vescovo, in processione per le vie del paese. Questi festeggiamenti durano dai tre ai quattro giorni.

#### Madonna delle Grazie a Casalba
La festa dedicata alla Madonna delle Grazie, santa patrona della frazione Casalba, viene svolta il 2 luglio presso l'omonima chiesa della frazione maceratese di Casalba. Questa festa coinvolge essenzialmente la frazione Casalba e precede di qualche giorno quella dedicata a Santo Stefano Minicillo: di solito la fine di questa festa coincide con l'inizio della successiva. Questi festeggiamenti durano dai tre ai quattro giorni.

#### San Marcello martire a Caturano

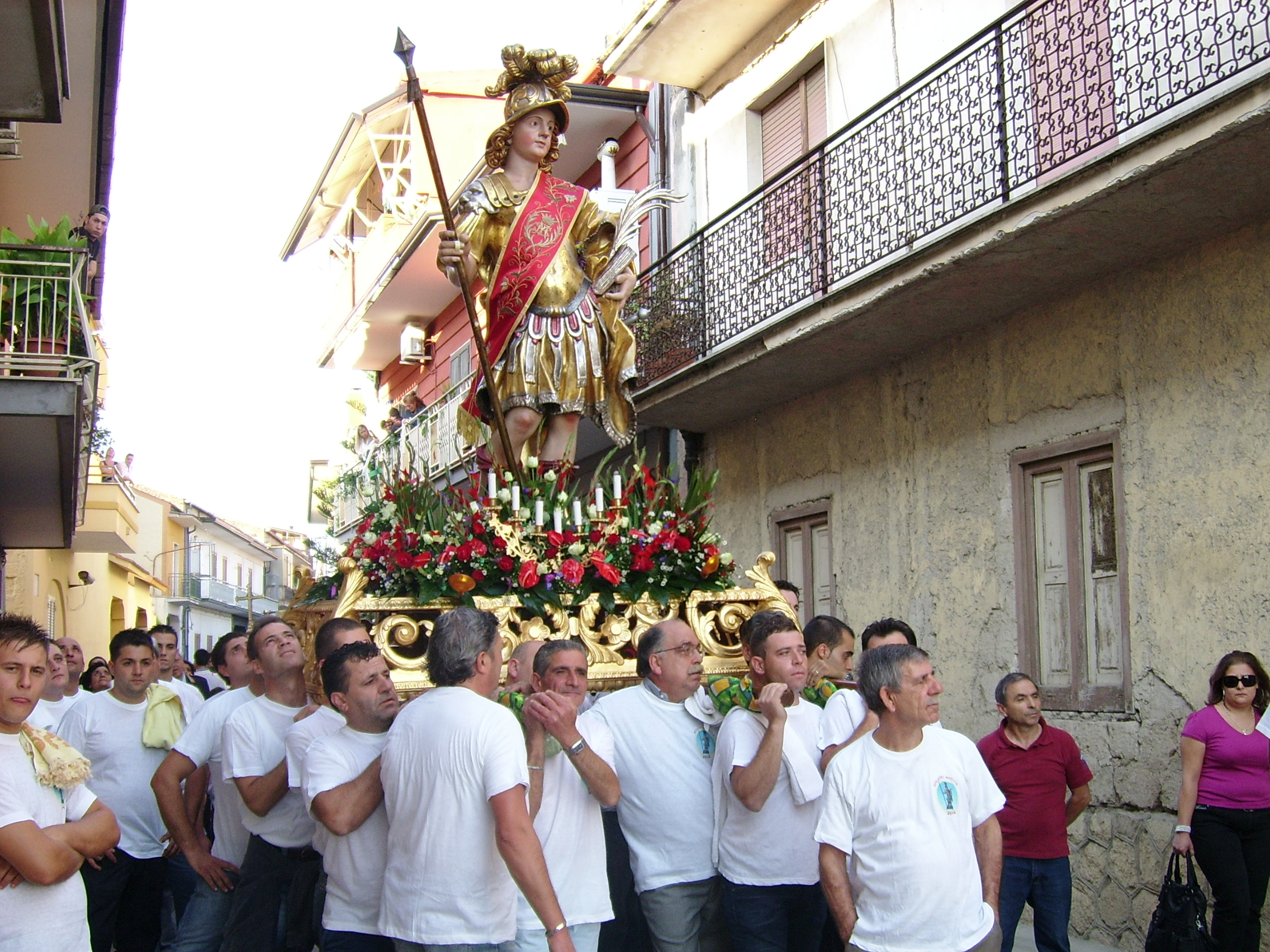
Processione dedicata a San Marcello martire.

La festa dedicata a San Marcello martire, santo patrono della frazione Caturano, viene svolta nella prima domenica del mese di ottobre presso l'omonima chiesa della frazione maceratese di Caturano. Questa festa coinvolge essenzialmente la frazione Caturano e dura dai tre ai quattro giorni. In occasione di questa festa viene messa in scena la rappresentazione della tragedia di San Marcello, ambientata nell'anno 360 d.C. quando imperatore di Roma era Flavio Claudio Giuliano detto l'Apostata.

#### Feste religiose scomparse

##### Beata Vergine delle Grazie a Macerata
Svolta presso l'omonima cappella di Via Madonna delle Grazie (Piazza Giovanni Paolo I), al confine con i comuni di Santa Maria Capua Vetere e di Curti, è scomparsa negli anni Novanta del XX secolo. Fissata subito dopo la festa dedicata a Santo Stefano Minicillo, onde evitare la sovrapposizione con l'omonima festa della frazione Casalba, ossequiata il 2 luglio nella giornata dedicata alla Madonna delle Grazie, aveva un carattere spiccatamente rionale e di ritrovo popolare. Questi festeggiamenti duravano dai tre ai quattro giorni.

##### Madonna del Rosario a Macerata

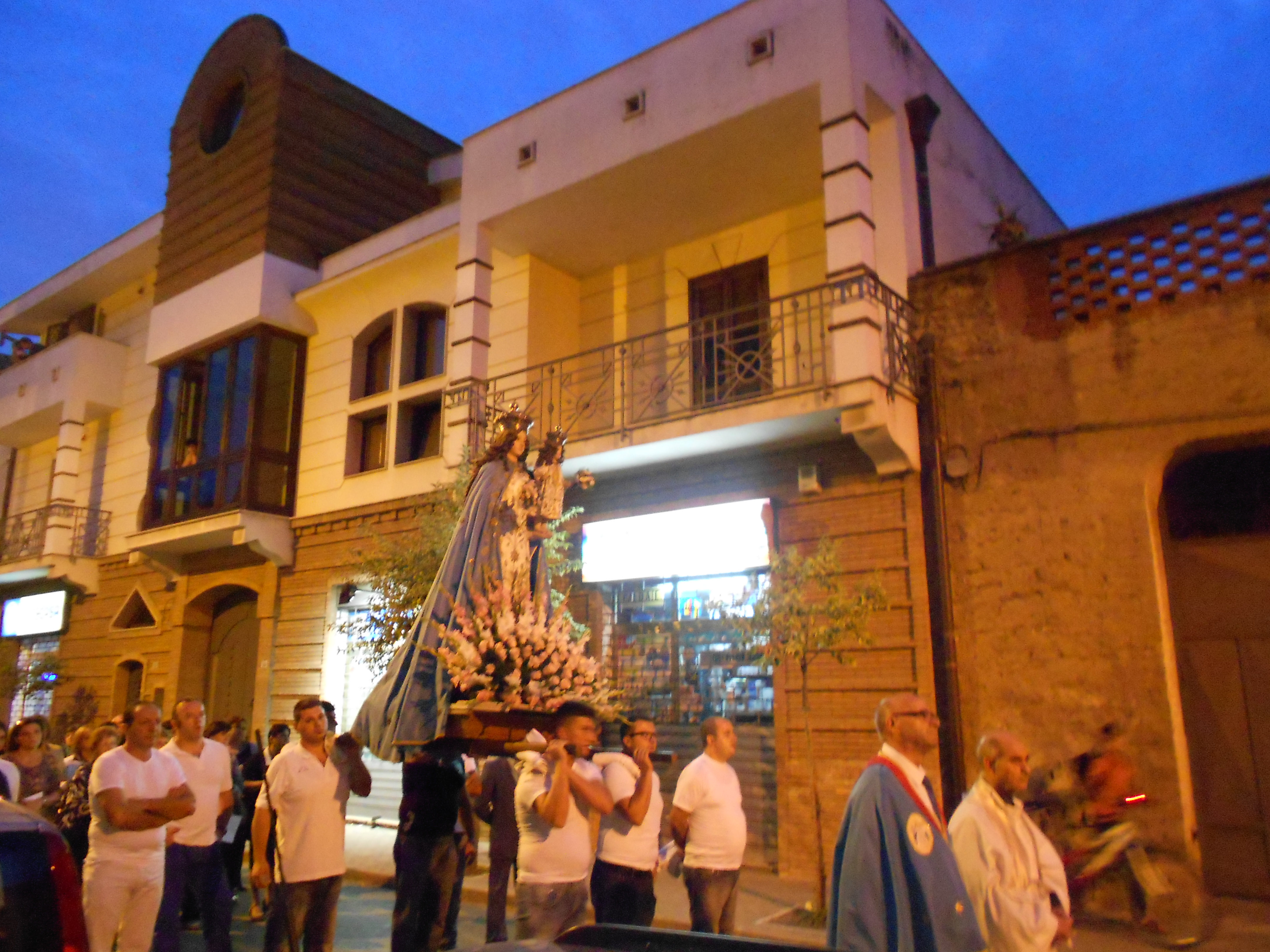
Processione dedicata alla Madonna del Rosario.

Svolta presso l'omonima cappella di Via Garibaldi nella prima domenica di ottobre, scomparsa negli anni Novanta del XX secolo, aveva un carattere spiccatamente rionale e di ritrovo popolare. Questi festeggiamenti duravano dai tre ai quattro giorni. Di quella festa, oggi viene ancora svolta la processione dedicata alla Madonna del Rosario, la cui statua nella prima domenica di ottobre viene portata, dall'omonima cappella, in processione per le vie del rione maceratese (Via Garibaldi - Via Trieste - Piazza De Gasperi).

## Cultura

### Istruzione
A Macerata Campania le scuole statali vanno dalla scuola dell'infanzia alla scuola primaria, fino ad arrivare alla scuola secondaria di primo grado. Non sono presenti istituti di istruzione superiore.

Gli istituti scolastici sono distribuiti su tutto il territorio e fanno parte dell'Istituto Comprensivo "Presidio della Legalità" di Macerata Campania.

## Geografia antropica

### Frazioni
Macerata Campania, oltre al capoluogo comunale, comprende le frazioni di Caturano e Casalba.

Fino al 1811 Caturano e Casalba hanno avuto una amministrazione autonoma. Con Regio Decreto n. 922 del 4 maggio 1811 Macerata, Caturano e Casalba furono riuniti sotto la stessa amministrazione comunale. Da allora le due comunità, assieme a Macerata, hanno formato un solo comune, pur mantenendo una cultura e una tradizione propria.
Dalla lettura della mappa di Macerata Campania emerge che l'attuale estensione territoriale comprende anche l'antico casale di Cuzzoli, paese di poche anime scomparso all'inizio del XVIII secolo dove la cui Chiesa era dedicata a San Giorgio appartenente alla Arcidiocesi di Capua.

## Economia
L'economia del comune si fonda essenzialmente sull'agricoltura (tabacco, ortofrutta, allevamenti bufalini), anche se nell'ultimo trentennio sono cresciute le attività secondarie a livello artigianale.

## Infrastrutture e trasporti
Macerata Campania è collegata con i comuni del casertano attraverso l'autolinea di trasporto su gomma N. 3 gestita dall'azienda CLP:
| Unknown route-map component "uexKBHFa" |

| Unknown route-map component "uexBHF" |

| Unknown route-map component "uexBHF" |

| Unknown route-map component "uexBHF" |

| Unknown route-map component "uexBHF" |

| Unknown route-map component "uexHST" |

| Unknown route-map component "uexBHF" |

| Unknown route-map component "uexKBHFe" |

Le stazioni ferroviarie più vicine sono quelle di Caserta, Recale, Santa Maria Capua Vetere e Marcianise.
È inoltre in progetto la costruzione di una fermata della Linea Napoli-Giugliano-Aversa (detta Linea Arcobaleno) a servizio del comune.

## Amministrazione
| Periodo | Periodo   | Primo cittadino             | Partito                            | Carica                  | Note |
| ------- | --------- | --------------------------- | ---------------------------------- | ----------------------- | ---- |
| 1948    | 1964      | Gustavo Tarigetto           | Democrazia Cristiana               | Sindaco                 |      |
| 1964    | 1965      | Luigi Caselli               |                                    | commissario             |      |
| 1965    | 1966      | Giuseppe Stellato           | Democrazia Cristiana               | Sindaco                 |      |
| 1966    | 1968      | Romeo Miraglia              |                                    | commissario             |      |
| 1968    | 1973      | Giovanni Mincione           | Democrazia Cristiana               | Sindaco                 |      |
| 1973    | 1978      | Giovanni Mincione           | Democrazia Cristiana               | Sindaco                 |      |
| 1978    | 1982      | Giuseppe Stellato           | Democrazia Cristiana               | Sindaco                 |      |
| 1982    | 1983      | Ernesto Iodice              | Partito Socialista Italiano        | Sindaco                 |      |
| 1983    | 1984      | Pasquale Di Matteo          | Democrazia Cristiana               | Sindaco                 |      |
| 1984    | 1986      | Angelo Munno                | Partito Socialdemocratico          | Sindaco                 |      |
| 1986    | 1988      | Ernesto Iodice              | Partito Socialista Italiano        | Sindaco                 |      |
| 1988    | 1991      | Martino Nacca               | Democrazia Cristiana               | Sindaco                 |      |
| 1991    | 1993      | Tommaso Sabatino            | Partito Socialista Italiano        | Sindaco                 |      |
| 1993    | 1997      | Nicola Stellato             | Lista civica                       | Sindaco                 |      |
| 1997    | 1999      | Raffaele Nacca              | Partito Democratico della Sinistra | Sindaco                 |      |
| 1999    | 2000      | Giuseppe La Motta           |                                    | commissario             |      |
| 2000    | 2005      | Maria Tuosto                | Lista Civica (Forza Italia)        | Sindaco                 |      |
| 2005    | 2010      | Luigi Munno                 | Lista Civica (L'Unione)            | Sindaco                 |      |
| 2010    | 2015      | Luigi Munno                 | Lista Civica (PD)                  | Sindaco                 |      |
| 2015    | 2020      | Stefano Antonio Cioffi      | Lista Civica (PD)                  | Sindaco                 |      |
| 2020    | 2023      | Stefano Antonio Cioffi      | Lista Civica (PD)                  | Sindaco                 |      |
| 2023    | 2024      | Savina Macchiarella         |                                    | commissario prefettizio |      |
| 2024    | in carica | Giovanni Battista Di Matteo | Lista Civica                       | Sindaco                 |      |

## Sport
Nel comune di Macerata Campania ha sede la società ASD MACERATA CALCIO 2018, che svolge attività di base e agonistiche, partecipando ai vari campionati federali sia provinciali che regionali, mentre dal 2023 ha riportato sul territorio la 1ª squadra ripartendo dalla terza categoria, ad oggi disputa il campionato di seconda categoria Campania.